# Celle qui domine
Pour plus de détails, voir Fiche technique et Distribution.
Celle qui domine est un film français muet réalisé par Carmine Gallone et Léon Mathot, sorti en 1927.
Ce film est l'adaptation d'un roman de May Edginton intitulé The Woman Who Squandered Men.

## Fiche technique
- Titre : Celle qui domine
- Réalisation : Carmine Gallone, Léon Mathot (directeur artistique)[1]
- Cinématographie : Willy Faktorovitch, Victor Arménise
- Décorateurs : Jaquelux, Gaston David
- Pays de production : France
- Sociétés de production : Paris International Film
- Longueur : 2 289 mètres
- Format : Noir et blanc - Muet - 1,33:1
- Genre : Drame
- Date de sortie : 
  - France : 9 décembre 1927

## Distribution
- Léon Mathot  :  	Capitaine Steele
- André Volbert
- Robert Andrews  : Dickie Raphaël
- Jeanne Brindeau
- Marcya Capri : Blanche Toledon
- Carlos : L'intendant
- José Davert :  Sir Writhers
- Geneviève Floria
- Soava Gallone : Lady Fawn Arden
- John Gliddon
- Mary Odette : 	Elisabeth